# 帕瑙提

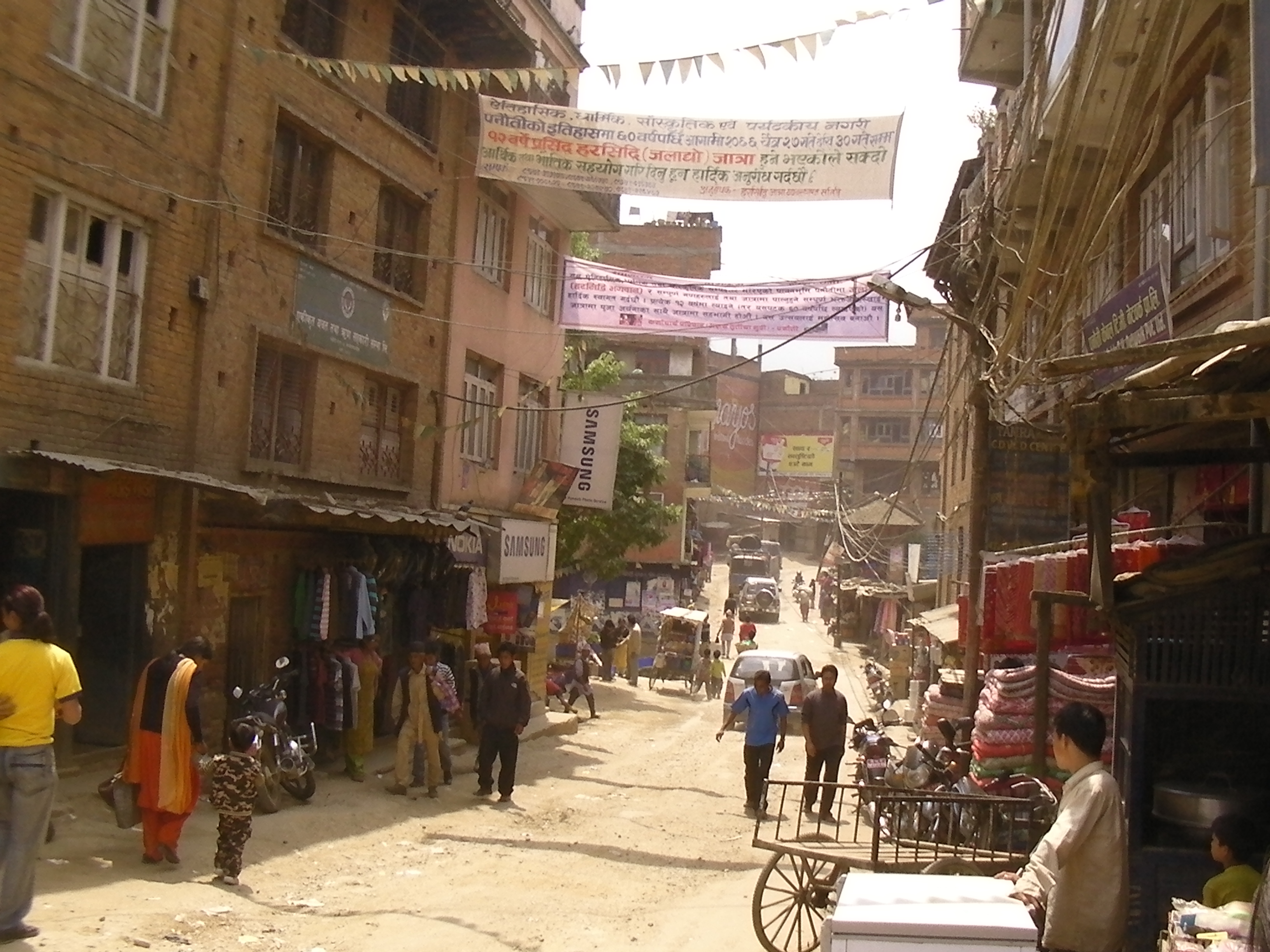
帕瑙提

帕瑙提是尼泊爾的城鎮，位於該國東部，由巴格馬蒂省負責管轄，處於首都加德滿都東南約20公里，該地區有多座寺廟，2011年人口27,358。

## 外部連結
- Places around Panauti City
- HAMRO PANAUTI
- About Panauti
- Makar Mela
- Himalayan Park in Nepal （页面存档备份，存于）